# Lights & Darks
Lights & Darks é o segundo álbum de originais da artista portuguesa Rita Redshoes. Lançado em 14 de Junho de 2010 e produzido por Nelson Carvalho que já anteriormente tinha trabalhado com a artista. Lights & Darks foi "inspirado em sítios por onde passei nos últimos 10 meses e em livros que fui lendo ao longo deste mesmo período" segundo Rita Redshoes.
As fotos da arte gráfica de capa e livreto são da autoria do fotógrafo Paulo Segadães, assistido por Hugo José.

## Faixas
1. Captain Of My Soul
2. Hearted Man
3. Bad Lila
4. Holy Ghost
5. I'm On The Road To Happiness
6. Jungle 81
7. Which One is The Witch
8. You Should Go
9. You, Rising Son
10. It's a Honeymoon
11. Marching In This Life
12. One Cold Day
13. Waves of Emotion
14. I'll Remember To Forget

- Músicas e Letras por Rita Redshoes.

## Colaborações
Conta com várias participações especiais destacando-se Filipe Cunha Monteiro nas guitarras e no baixo (companheiro de Rita desde o grupo onde debutou - Atomic Bees) e Rui Freire na bateria e percussões, que em conjunto com Rita Redshoes asseguraram a instrumentação base do disco. Depois, uma extensa lista de convidados como Dana Colley, o saxofonista da mítica banda Morphine no tema “One Cold Day”; Pedro Gonçalves (Dead Combo) no contrabaixo em quatro temas do álbum; as guitarras de Paulo Furtado (The Legendary Tiger Man) e Ricardo Fiel (ex-Phase, David Fonseca) em “One Cold Day”; Paulo Borges, músico da banda de Rita, no piano em “It’s A Honeymoon” e “Marching In This Life”; e ainda José Pino, guitarrista que iniciou a sua carreira nos anos 60, membro dos grupos “Conjunto Mistério” (os Shadows portugueses) e “The Blue Jeans Band”, em “It’s A Honeymoon” .

## Recepção
| Críticas profissionais | Críticas profissionais |
| Avaliações da crítica  | Avaliações da crítica  |
| Fonte                  | Avaliação              |
| ---------------------- | ---------------------- |
| Disco Digital          | Favorável link         |
| Ípsilon                | link                   |
| Cotonete               | Favorável link         |

Lights & Darks recebeu criticas favoráveis embora geralmente inferiores e sempre em comparação ao anterior álbum da artista Golden Era:
Davide Pinheiro para o site Disco Digital afirma "Rita ainda é Redshoes mas Lights & Darks é, para além de diferente, menos atraente que Golden Era...Por outro lado, Lights & Darks sofre de alguns males como a excessiva duração." 
Para o semanário Ípsilon Mário Lopes confessa que "Lights & Darks é um bom álbum pop insuflado de "americana". De certo modo, é como se, agora sim, Rita Redshoes tivesse chegado à Golden Era a que apontava a estreia." 
Já Rita Tristany para o site Cotonete diz "...enquanto Golden Era defende-se com urgências melódicas e um certo receio de arriscar, algo normal numa primeira obra, Lights & Darks já acusa o nervo experimentalista da jovem compositora portuguesa." 

## Edição Especial
Rita Redshoes convidou ainda alguns criativos das mais variadas áreas da imagem com quem ao longo da sua carreira se tem cruzado artisticamente para a elaboração de curtas-metragens em torno dos temas deste disco. O resultado é um DVD que integra a Special Edition "Thirteen Films About Lights & Darks"